# Томашівська сільська рада (Берестейський район)
51°35′45″ пн. ш. 23°35′12″ сх. д. / 51.59583° пн. ш. 23.58667° сх. д.
Томашівська сільська́ ра́да (біл. Тамашо́ўскі сельсавет) — адміністративно-територіальна одиниця у складі Берестейського району, Берестейської області Білорусі. Адміністративний центр сільської ради — село Томашівка. Район належить до української етнічної території та є частиною Берестейщини.

## Розташування
Томашівська сільська рада розташована на крайньому південному заході Білорусі, на південному заході Берестейської області, на південь від обласного та районного центру Берестя. На півночі та північному сході вона межує із Домачевською сільською радою, на сході та півдні — із Волинською областю (Україна), на заході — із Люблінським воєводством (Польща).
Найбільша річка, яка протікає в західній частині території сільради, із півдня на північ — Західний Буг, ліва притока Нарева (басейн Вісли). Найбільше озеро на території сільради Селяхи (0,5 км²). Уздовж річки Західний Буг розташовано ряд невеличких озер старичного типу.

## Склад
До складу Томашівської сільської ради входить 7 населених пунктів.
| Населений пункт | Тип  | Населення, осіб (2009) | Координати                                                            |
| --------------- | ---- | ---------------------- | --------------------------------------------------------------------- |
| Томашівка       | село | 1131                   | 51°33′20″ пн. ш. 23°36′11″ сх. д. / 51.55556° пн. ш. 23.60306° сх. д. |
| Приборове       | село | 462                    | 51°37′49″ пн. ш. 23°34′33″ сх. д. / 51.63028° пн. ш. 23.57583° сх. д. |
| Комарівка       | село | 407                    | 51°34′25″ пн. ш. 23°36′21″ сх. д. / 51.57361° пн. ш. 23.60583° сх. д. |
| Орхове          | село | 226                    | 51°32′33″ пн. ш. 23°36′48″ сх. д. / 51.54250° пн. ш. 23.61333° сх. д. |
| Харси           | село | 102                    | 51°39′56″ пн. ш. 23°35′1″ сх. д. / 51.66556° пн. ш. 23.58361° сх. д.  |
| Селяхи          | село | 74                     | 51°35′50″ пн. ш. 23°35′36″ сх. д. / 51.59722° пн. ш. 23.59333° сх. д. |
| Ритець          | село | 11                     | 51°30′14″ пн. ш. 23°40′21″ сх. д. / 51.50389° пн. ш. 23.67250° сх. д. |

## Населення
За переписом населення Білорусі 2009 року чисельність населення сільської ради становило 2413 осіб.

### Національність
Розподіл населення за рідною національністю за даними перепису 2009 року:
| Національність               | Осіб | Відсоток |
| ---------------------------- | ---- | -------- |
| білоруси                     | 1957 | 81,10 %  |
| українці                     | 328  | 13,59 %  |
| росіяни                      | 107  | 4,43 %   |
| поляки                       | 8    | 0,33 %   |
| татари                       | 2    | 0,08 %   |
| дві та більше національності | 2    | 0,08 %   |
| національність не вказана    | 2    | 0,08 %   |
| євреї                        | 1    | 0,04 %   |
| азербайджанці                | 1    | 0,04 %   |
| литовці                      | 1    | 0,04 %   |
| латиші                       | 1    | 0,04 %   |
| марійці                      | 1    | 0,04 %   |
| естонці                      | 1    | 0,04 %   |
| румуни                       | 1    | 0,04 %   |
| Разом                        | 2413 | 100 %    |